# Liste des personnages du Colbert Report
Cette page regroupe la liste des personnages du Colbert Report.
Tous les personnages ne sont pas des êtres physiques et beaucoup sont interprétés par l'acteur et présentateur de l'émission, Stephen Colbert.

## Personnages principaux
- Stephen Colbert (interprété par Stephen Colbert) — décrit comme un « imbécile arrogant bien-intentionné mais mal-informé »[1], l'hôte de l'émission est un commentateur vantard et égocentrique de la droite qui est censé parler d'information tout en abhorrant les faits, préférant se fier à son instinct.
- The Bullet (« La Balle ») — The bullet écrit à l'écran les mots mis en lumières dans le segment The Wørd. Il propose des apartés comiques ou des remarques humoristiques à ce qu'est en train de dire Colbert, allant jusqu'à énoncer des contradictions et à se disputer avec lui sur l'écran[2],[3]

## Personnages secondaires
- Jimmy ou Jim (interprété par Peter Gwinn) — Le réalisateur de l'émission en référence au vrai réalisateur Jim Hoskinson. Il est souvent interpellé par Colbert qui lui demande de diffuser une vidéo, une image ou un graphique à l'écran.
- Wilford Brimley (interprété par Stephen Colbert) — Le conseiller spirituel et mentor de Colbert avec qui il a occasionnellement des conversations téléphoniques. Ces conversations ont habituellement lieu au milieu de la nuit, avec Colbert à moitié réveillé et Brimley qui s'énerve, blâmant habituellement le « The Diabeetus » pour tout et n'importe quoi.
- Ching Chong Ding Dong (interprété par Stephen Colbert) — Une version stéréotypée asiatique de Colbert, qui « laime » le thé. Colbert (le personnage) se défend contre les critiques qui accusent Ching Chong d'être raciste, disant que c'est principalement un personnage fictif, et que par conséquent, Colbert ne peut être tenu responsable de ses propos (une référence aux mêmes critiques concernant Colbert l'acteur et son personnage).
- Esteban Colberto (interprété par Stephen Colbert) — Une version cubaine de Colbert. Il anime pour sa part le Colberto Reporto Gigante et est habituellement flaqué de deux chicas dansantes. Il apparaît dans les segments relatifs à l'immigration.
- Benjamin Franklin (interprété par Ralph Archbold)
- Killer (non crédité)
- Meg (interprété par Meg DeFrancesco) — Une interne du staff de Colbert, qui endure régulièrement du harcèlement sexuel et des remarques suggestives (elle mentionne en 2008 qu'elle a déposé au moins cinq plaintes contre lui)[4].
- The Professor (non crédité) — Un sans-abri soi-disant protégé de Colbert.

- Sweetness — Le pistolet de Colbert, « un partenaire de vie », coanimateur de Trigger Happy (« gâchette joyeuse »), un segment qui traite des histoires liées aux armes. Colbert affirme qu'il entend Sweetness lui parler et qu'il discute régulièrement avec « elle » en la tenant contre son oreille sourde[5].
- Tad (interprété par Paul Dinello)
- Gorlock (non crédité)
- P.K. Winsome (interprété par Tim Meadows)
- Homer (interprété par Kumail Nanjiani) — Un Grec que Colbert a pris pour un terroriste Arabe appelé « Omar » et emprisonné dans une cellule sous son bureau.
- Barry the Starbucks guy (interprété par Barry Julien) — Un barista de Starbucks employé au café situé sous le bureau de Colbert, qui intervient dans les histoires liées à Starbucks.
- Un membre du public (interprété par Tom Purcell) — Un homme du public que Stephen frappe régulièrement dans le genou de façon intentionnelle ou accidentelle.
- Tek Jansen - Un personnage animé de science-fiction.
- Charlene - Une femme que Colbert harcèle depuis les années 1980. Bien qu'elle ne soit jamais apparue dans l'émission, elle est le sujet de deux chansons que Colbert a écrites.
- Jay the Intern (interprété par Jay Katsir) - Un jeune stagiaire dont Colbert se moque parfois dans les histoires concernant les stages et les étudiants.
- Hans Beinholtz (interprété par  Erik Frandsen (en)) - Un ambassadeur existentialiste allemand à l'ONU.

## Anciens personnages
- Alan (interprété par Jordan Carlos)
- Bobby (interprété par Eric Drysdale)
- Russ Lieber (interprété par David Cross)
- Gulpy — Un Gulpzilla anthropomorphe de soda que Colbert traite comme un « animal de boisson ». Lorsque le maire de New York Michael Bloomberg a interdit les boissons sucrées de plus d'un litre, Colbert a tué Gulpy.
- Ham Rove - Un morceau de jambon (Ham) à lunettes (en référence au stratège républicain Karl Rove) qui a conseillé Colbert pour la management de son Super PAC. Après les élections présidentielles de 2012, et à son échec, Colbert poignarde et tue Ham Rove. Le  site officiel du Colbert Super PAC  affiche depuis sa clôture une photo du défunt Ham Rove, ainsi qu'une liste de ses ingrédients.